# ریو مارینا
ریو مارینا (به ایتالیایی: Rio Marina) یک کومونه در ایتالیا است که در استان لیورنو واقع شده‌است.

## خصوصیات
ریو مارینا ۱۹٫۵ کیلومترمربع مساحت و ۲٬۲۳۷ نفر جمعیت دارد و ۱۰ متر بالاتر از سطح دریا واقع شده‌است.